# Jasmin Mansaray
Jasmin Mansaray (27 dicembre 2004) è una calciatrice finlandese, di ruolo difensore.

## Carriera

### Club
Mansaray si avvicina al calcio fin da giovanissima, seguendo la passione del fratello, di due anni più grande, e iniziando a giocare nelle formazioni giovanili miste della divisione Töölö del HJK dall'età di sei anni. Qui compie la trafila delle varie squadre giovanili sino alla sua prima formazione interamente femminile, la HJK T18 Akatemia, con la quale partecipa, vincendolo, al campionato nazionale u 18.
Nel 2020, a soli 15 anni d'età, viene aggregata alla prima squadra con altre sue cinque compagne provenienti dalla u 18, tuttavia inizia a essere impiegata solo dalla stagione successiva, debuttando in Kansallinen Liiga, livello di vertice del campionato finlandese femminile di calcio, nell'aprile 2021, quando il tecnico Jonne-Jussi Kunnas le concede qualche minuto finale sostituendo Vilma Hakala nella vittoria interna per 4-1 sul JyPK alla 1ª giornata di campionato. In quella stagione Kunnas le concede nuovamente, se pur sporadicamente, fiducia impiegandola in altri sei incontri.
Il 2022 è l'anno della completa maturazione, con Kunnas che la impiega con costanza, facendola partire da titolare in 20 incontri di campionato dove va a rete per la prima volta alla 10ª giornata, aprendo le marcature nell'incontro, poi pareggiato 1-1 dalle padrone di casa, con l'Åland United.
L'anno successivo, al contrario, si rivela difficile, in quanto il 5 febbraio 2023, nell'incontro di apertura della Coppa di Finlandia, spinta da un'avversaria subisce un gravissimo infortunio nei primi minuti della partita che si rivelerà aver interessato  il ginocchio con rottura del legamento crociato anteriore e dislocazione della rotula. Il necessario intervento chirurgico e la conseguente riabilitazione la tengono così lontana dai campi di gioco per tutto il resto della stagione.
Completamente ristabilitasi, dopo aver iniziato la stagione in Finlandia, per lei 11 presenze delle quali 6 da titolare in  Kansallinen Liiga, il 28 agosto 2024, durante la sessione estiva di calciomercato, viene annunciato il suo trasferimento all'Inter per quella che è la sua prima esperienza in un campionato estero, quello italiano, firmando con il club milanese un contratto fino al 30 giugno 2025 con opzione per la stagione successiva. A disposizione del nuovo tecnico delle nerazzurre Gianpiero Piovani, fa il suo debutto in Serie A il 15 settembre, rilevando al 74' Sofie Junge Pedersen nella netta vittoria casalinga per 5-0 sulla Sampdoria.

### Nazionale
Mansaray fa tutta la trafila delle nazionali giovanili della Finlandia; convocata dalla federazione finlandese per la prima volta nel 2019, viene in quell'anno inserita in rosa con la formazione under 17 che affronta la prima fase di qualificazione all'Europeo di Svezia 2020, giocando in quell'occasione tutti i tre incontri del gruppo 4 dove la sua nazionale non riesce a qualificarsi per il turno successivo, risultato ininfluente perché, all'interno delle misure di contenimento della pandemia di COVID-19 in Europa, il torneo, così come l'Europeo u 19 di categoria, venne annullato in questa e nella successiva edizione.
Alla ripresa dei tornei UEFA di categoria, nel 2021 viene convocata in under 19 e, dopo l'amichevole con la rappresentativa della Svezia under 18 del 16 settembre, viene inserita in rosa per le qualificazioni all'Europeo di Repubblica Ceca 2022, scendendo in campo complessivamente tre volte nelle due sessioni prima che le pari età della Germania precludessero loro l'accesso alla fase finale eliminandole ai rigori. Rimasta in quota anche per la successiva edizione di Belgio 2023, gioca tutti i tre incontri della prima fase di qualificazione contribuendo al passaggio al turno successivo al quale poi, però, non può presenziare per l'infortunio riportato nelle partite di club.
Per tornare a indossare la maglia della sua nazionale deve attendere l'estate 2024, quando la responsabile della formazione under 23 Linda Ruutu la chiama per la doppia amichevole con la Rep. Ceca del 10 e 13 luglio, scendendo in campo da titolare in entrambi gli incontri.

## Statistiche

### Presenze e reti nei club
Statistiche aggiornate al 10 luglio 2025.
| Stagione        | Squadra         | Campionato      | Campionato | Campionato | Coppe nazionali | Coppe nazionali | Coppe nazionali | Coppe internazionali | Coppe internazionali | Coppe internazionali | Altre coppe | Altre coppe | Altre coppe | Totale | Totale |
| Stagione        | Squadra         | Comp            | Pres       | Reti       | Comp            | Pres            | Reti            | Comp                 | Pres                 | Reti                 | Comp        | Pres        | Reti        | Pres   | Reti   |
| --------------- | --------------- | --------------- | ---------- | ---------- | --------------- | --------------- | --------------- | -------------------- | -------------------- | -------------------- | ----------- | ----------- | ----------- | ------ | ------ |
| 2021            | HJK             | KL              | 7          | 0          | CF              | ?               | ?               | -                    | -                    | -                    | -           | -           | -           | 7+     | 0+     |
| 2022            | HJK             | KL              | 20         | 1          | CF              | ?               | ?               | -                    | -                    | -                    | -           | -           | -           | 20+    | 1+     |
| 2023            | HJK             | KL              | -          | -          | CF              | 1               | 0               | -                    | -                    | -                    | -           | -           | -           | 1      | 0      |
| 2024            | HJK             | KL              | 11         | 0          | CF              | ?               | ?               | -                    | -                    | -                    | -           | -           | -           | 11+    | 0+     |
| Totale HJK      | Totale HJK      | Totale HJK      | 38         | 1          | -               | 1+              | 0+              | -                    | -                    | -                    | -           | -           | -           | 39+    | 1+     |
| 2024-2025       | Inter           | A               | 1          | 0          | CI              | -               | -               | -                    | -                    | -                    | -           | -           | -           | 1      | 0      |
| Totale carriera | Totale carriera | Totale carriera | 39         | 1          | -               | 1+              | 0+              | -                    | -                    | -                    | -           | -           | -           | 40+    | 1+     |